# Ягодня (Московская область)
Ягодня — деревня в городском округе Кашира Московской области.

## География
Находится в южной части Московской области на расстоянии приблизительно 9 км на юг-юго-запад по прямой от железнодорожной станции Кашира.

## История
Известна с 1578 года как село, принадлежавшее Е. Л. Лихареву. В селе была Николаевская церковь (в XIX веке уже не существовала). С середины XVII века село было разделено уже между несколькими владельцами. В советское время работали колхозы «Красный партизан», им. Кагановича и «Рассвет». В 1995 году учтено 14 дворов. До 2015 года входила в состав сельского поселения Базаровского Каширского района.

## Население
Постоянное население составляло 144 человека (1861), 20 (1995), 47 в 2002 году (русские 81 %), 60 в 2010.